# Гранц, Норман
Норман Гранц (англ. Norman Granz; 6 августа 1918, Лос-Анджелес, Калифорния — 22 ноября 2001[…], Женева) — американский джазовый продюсер и антрепренёр.
Он основал звукозаписывающие компании Clef, Norgran, Down Home, Verve и Pablo. Контракты с этими лейблами подписали в разное время такие джазовые исполнители как Луи Армстронг, Элла Фитцджеральд, Каунт Бейси, Бенни Картер, Бак Клейтон, Херб Эллис, Стэн Гетц, Диззи Гиллеспи, Лайонел Хэмптон, Коулмен Хокинс, Джонни Ходжес, Билли Холидей, Анита О’Дэй, Чарли Паркер, Джо Пасс, Оскар Питерсон, Бад Пауэлл, Бадди Рич, Сонни Ститт, Арт Татум, Бен Уэбстер и Лестер Янг.
Гранц был сторонником расового равенства. В частности, он следил за тем, чтобы его музыкантам хорошо платили — сегрегированном обществе 1940-х годов он настаивал на равной оплате труда и жилье для белых и чёрных музыкантов. Он также отказывался проводить свои чрезвычайно популярные концерты в обособленных местах для белых, даже если при этом он мог потерять крупную сумму денег.
В 1954 году джазовый журналист Нэт Хентофф в статье для DownBeat заявил, что Гранц сделал «больше, чем кто-либо другой в мире джаза для поддержки тех артистов, которые составляют мейнстрим джазовой традиции, тех артистов, чьи жизненные корни уходят в джаз и без которых не было бы никакого современного джаза, ни крутого, ни бурного». Гранц был признан «самым успешным импресарио в истории джаза».